# Naturschutzgebiet Hagen / Königsseite

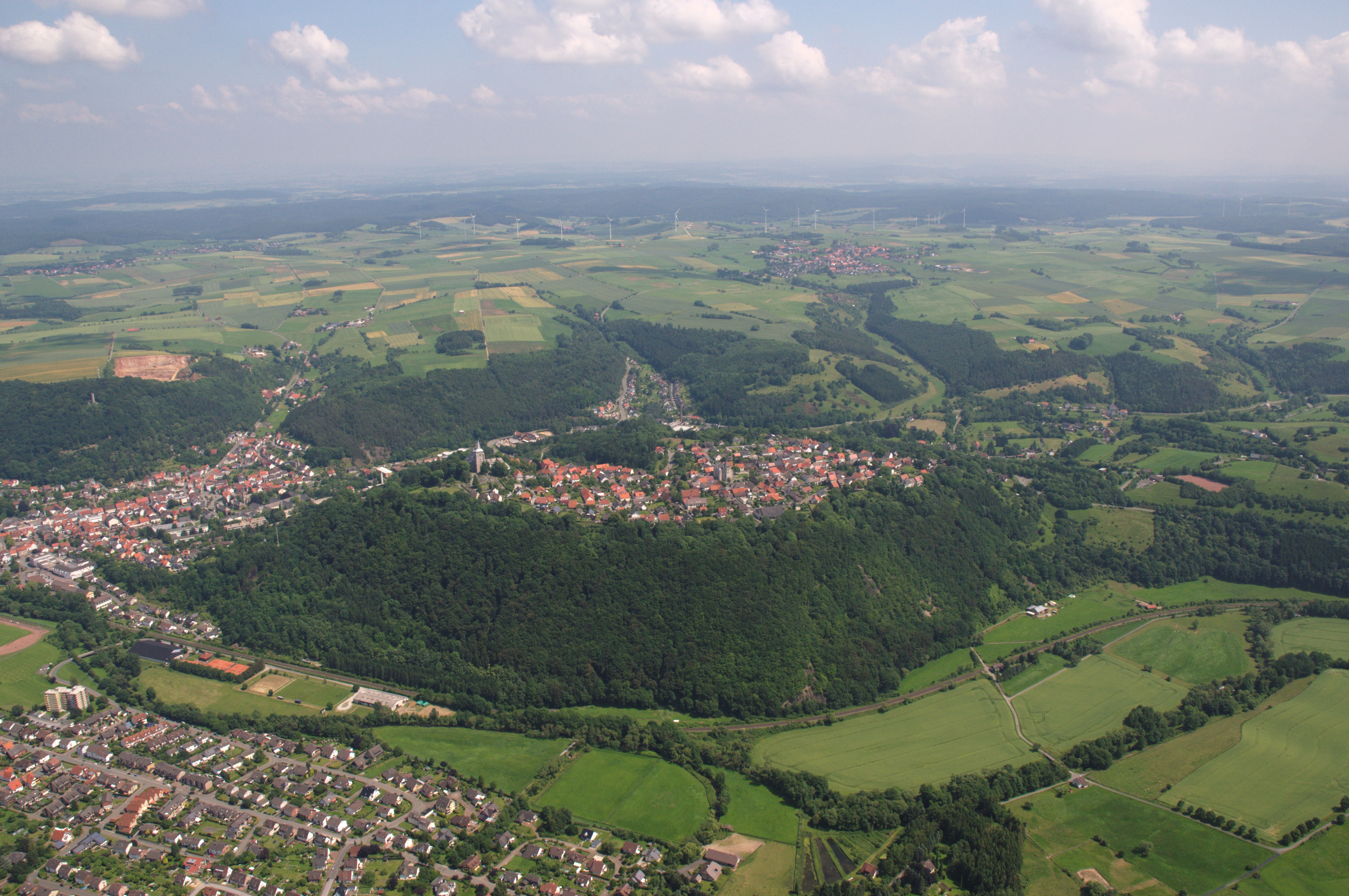
Blick von Nordwesten auf Niedermarsberg, das Naturschutzgebiet Hagen / Königsseite und Obermarsberg

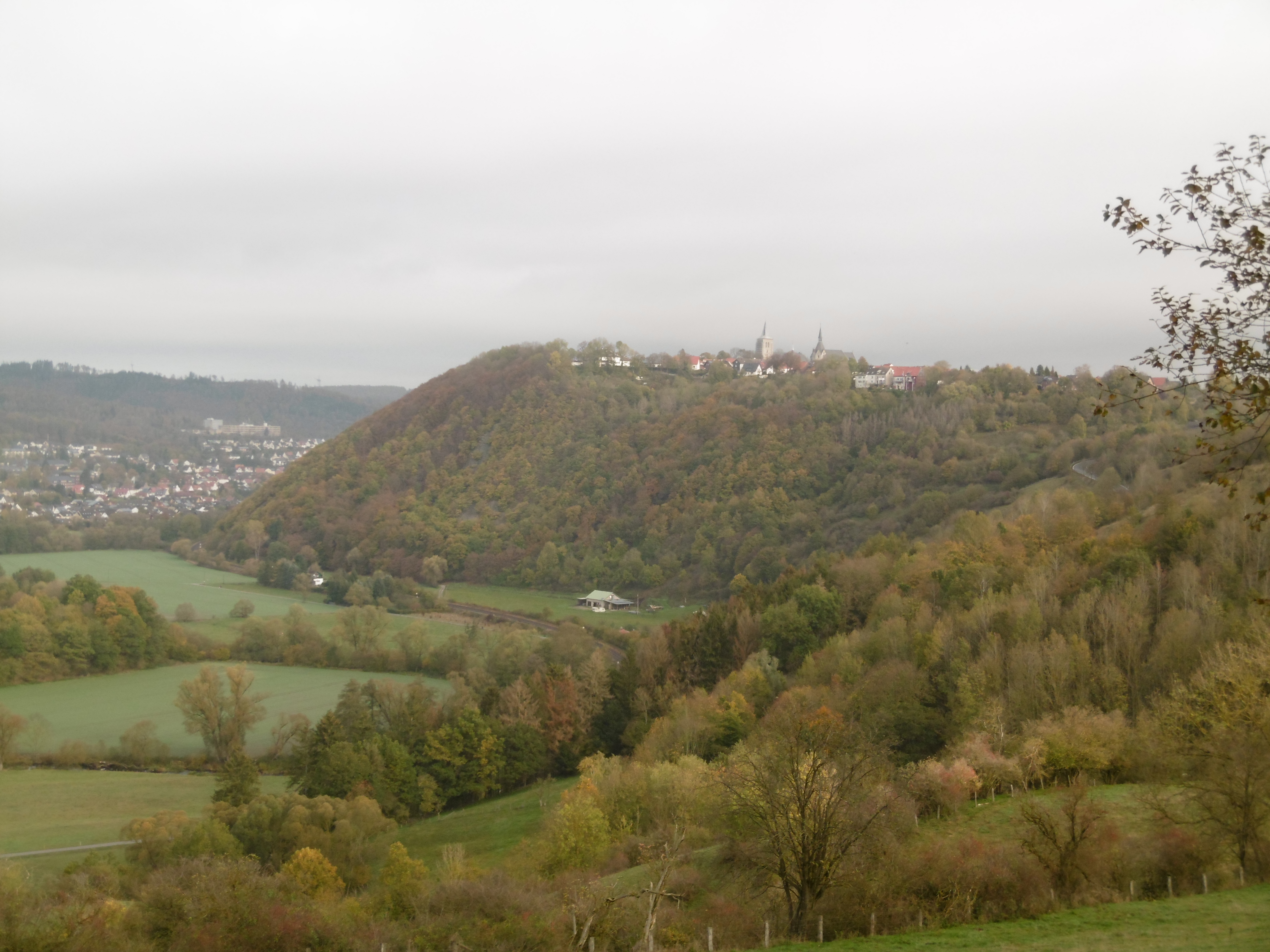
Blick vom Naturschutzgebiet Auf der Wiemecke

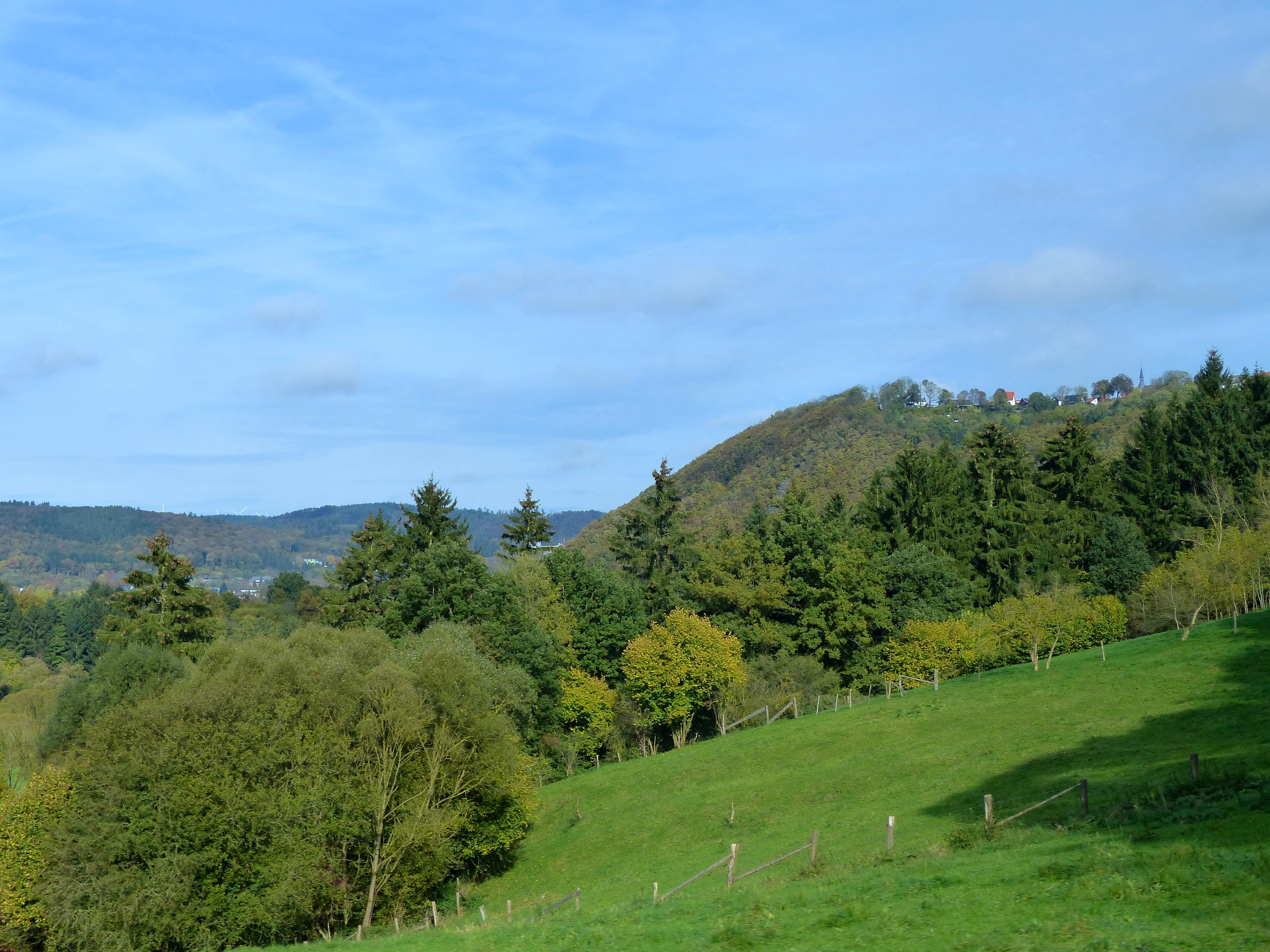
Blick von Kreisstraße K 5 nach Osten ins Naturschutzgebiet Hagen / Königsseite

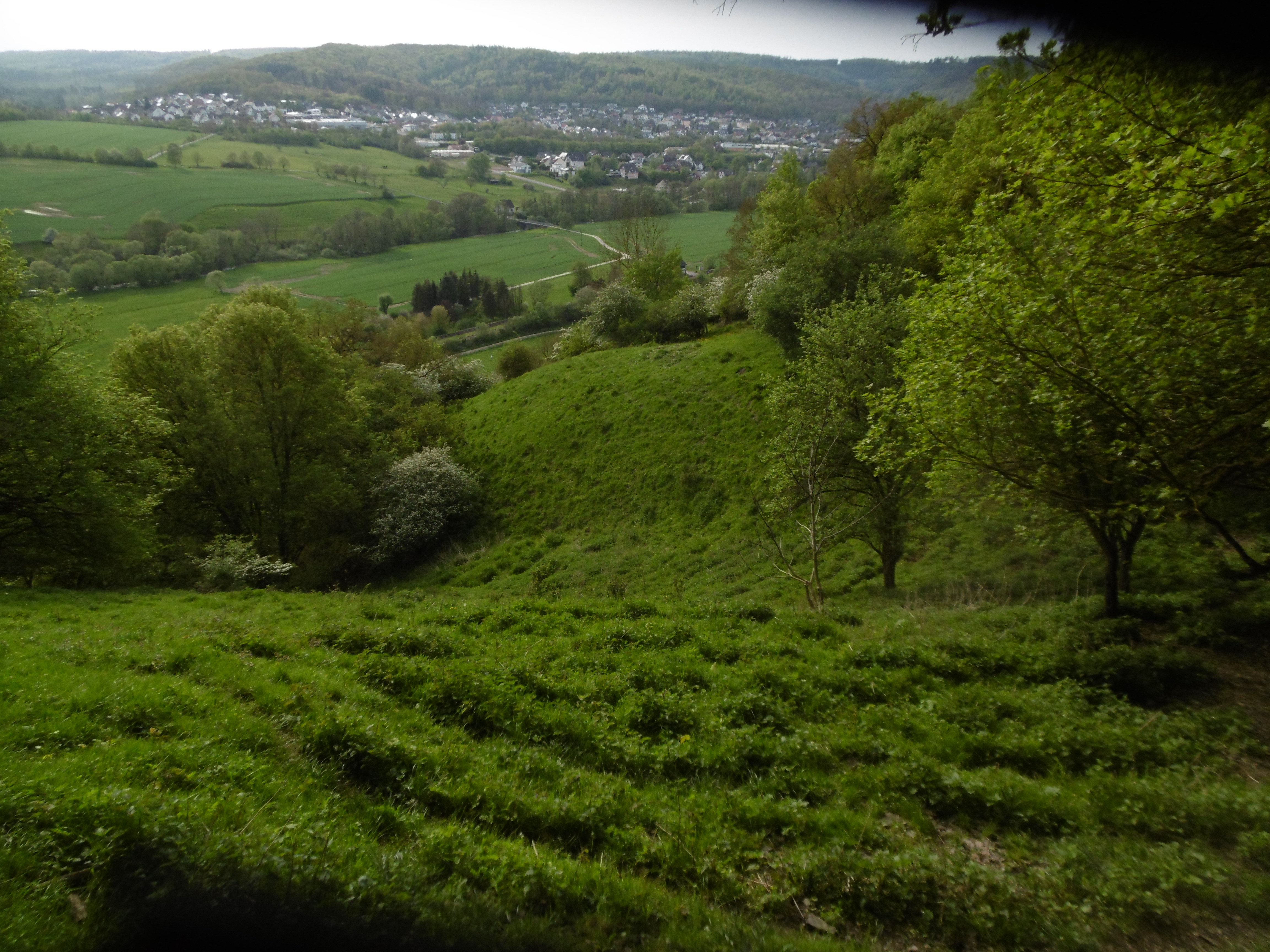
Blick ins Diemeltal

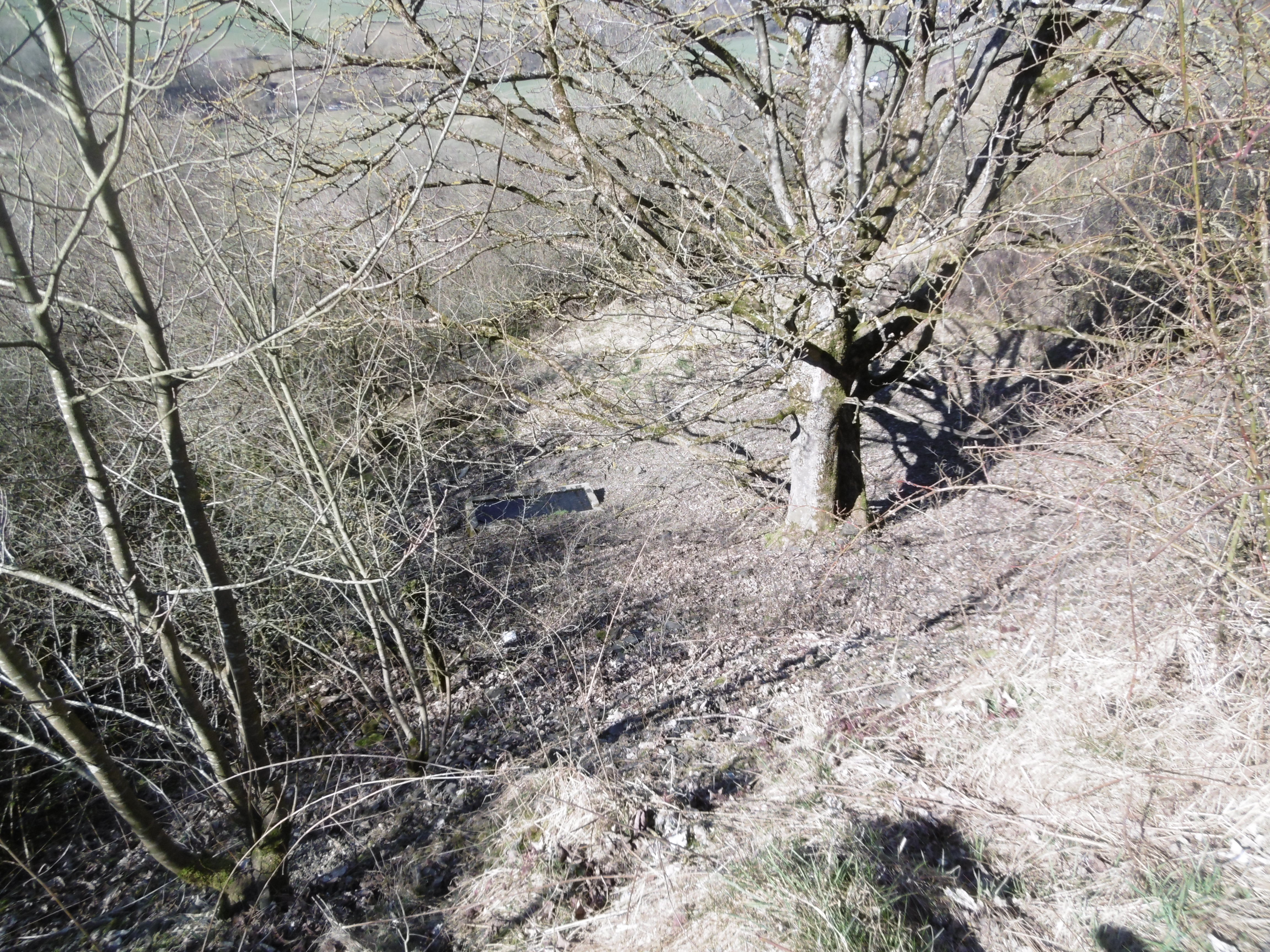
Alte Viehtränke in verbuschtem Bereich

Das Naturschutzgebiet Hagen / Königsseite mit einer Größe von 36,42 ha liegt nördlich und westlich von Obermarsberg im Stadtgebiet von Marsberg im Hochsauerlandkreis. Das Naturschutzgebiet (NSG) wurde 2008 mit dem Landschaftsplan Marsberg als NSG ausgewiesen. Das NSG gehört zum Großteil zum Fauna-Flora-Habitat-Gebietes (FFH) Gewässersystem Diemel und Hoppecke (Natura 2000-Nr. DE-4617-302) im Europäischen Schutzgebietssystem nach Natura 2000 mit 588 ha Größe dar. Das NSG gehört seit 2023 zum Vogelschutzgebiet Diemel- und Hoppecketal mit angrenzenden Wäldern. Im NSG kaufte die Nordrhein-Westfalen-Stiftung Naturschutz, Heimat- und Kulturpflege 2008 0,92 ha Land an, welche vom Verein für Natur- und Vogelschutz im Hochsauerlandkreis betreut werden.

## Angrenzende Gebiete
Das NSG grenzt direkt an die Bebauung von Obermarsberg. Im Norden und Westen grenzt es ans Landschaftsschutzgebiet Schweinegründchen / Berghagen / Unter der Königsseite. Teilweise ist dieses Landschaftsschutzgebiet nur so breit wie der dortige Bahndamm der Obere Ruhrtalbahn. Nur durch diesen Bahndamm getrennt liegt im Norden das Naturschutzgebiet Unteres Diemeltal. Im Süden wird das NSG nur durch die K 65 vom Naturschutzgebiet Auf der Wiemecke getrennt.

## Beschreibung
Das NSG liegt am Nord- und Westhang des Eresberges. Der Berg besteht aus Kalkstein und Tonschiefer. Der Berghang ist im Mittel etwa 45° geneigt. Der Berghang ist sehr unterschiedliche Typen naturnaher Laubwäldern bedeckt. Beim Laubwald handelt es sich um Waldmeister-Rotbuchenwälder und Schatthangwälder. Diese Schatthangwälder sind teils mit Berg- und Spitzahorn, Sommerlinde und Bergulme bestockt. Auf trockeneren Standorten im Hang dominieren stellenweise alte Feldahorne im Wald. In einer Felswand liegt die Drakenhöhle. Die Drakenhöhle ist auch als Kulturdenkmal ausgewiesen. Im südlichen Bereichs des Eresberges steht an mehreren Stellen des Mittel- und Unterhangs Tonschiefer in zerklüfteten Felsen an und bildet unterhalb der Felsen vegetationsarme, besonnte Halden aus splittrigem Schieferschutt, die Lebensraumbedingungen für wärmeliebende Insekten und Reptilien bittet. Im Übergangsbereichen zu kalkbeeinflussten Standorten tritt Waldlabkraut-Eichen-Hainbuchenwald mit Elsbeere auf. Diese Eichen-Hainbuchenwald wurde früher als Niederwald genutzt was sich oft am mehrstämmigen Stockausschlägen von bizarrem Wuchs zeigt. Im westlichen Bereich nördlich der K 5 liegen extensiv beweidete bis brachgefallene oder aufgeforstete Grünlandparzellen. Wegen der Steilheit des Geländes wird das NSG kaum forstlich genutzt.
Laut Landschaftsplan ist das NSG außer einigen Rotfichtenbeständen nur durch Ablagerung von Gartenabfällen aus einigen hier vorhandenen Gartenparzellen am Siedlungsrand beeinträchtigt. Der Plan spricht beim NSG von herausragende Bedeutung für das Landschaftsbild. Das Landesamt für Natur, Umwelt und Verbraucherschutz Nordrhein-Westfalen (LANUV) dokumentierte zum Wert des Gebietes: „Das Gebiet ist mit seinem hohen Anteil an naturnahen Wäldern sowie seiner Vielzahl an natürlichen Fels- und Schutthaldenbiotopen von herausragendem Wert und stellt einen repräsentativen Ausschnitt für heimische Buchen- und Eichenwald-Ökosysteme dar. Bei den Wäldern ist vor allem der hohe Anteil an trocken-warmen Hangschuttwäldern al von Natur aus seltene Waldtypen besonders hervorzuheben. Verschiedenartige, zumeist lineare Kleingehölze, Höhlen mit Fledermausvorkommen, eine Glatthaferwiese sowie ein naturnahes Kleingewässer erhöhen die Biotopvielfalt und damit den Wert des Gebietes. Das NSG Hagen - Königsseite ist als Teil des FFH-Gebietes "Gewässersystem Diemel und Hoppecke" von internationaler Bedeutung. Er ist unverzichtbarer Bestandteil des Biotopverbundsytems von naturnahen Wäldern sowie von Fels-, Schutthalden- und Höhlenlebensräumen in diesem FFH-Gebiet.“

## Tier- und Pflanzenarten im NSG
Vom LANUV dokumentierte Tierarten sind Bechsteinfledermaus, Braunes Langohr, Breitflügelfledermaus, Fransenfledermaus, Großes Mausohr, Kleine Bartfledermaus, Teichfledermaus, Wasserfledermaus und Zwergfledermaus. 
Auswahl dokumentierter Pflanzen-, Moos- und Flechtenarten: Alpen-Johannisbeere, Ästiger Igelkolben, Besenheide, Braune Köpfchenflechte, Braunstieliger Streifenfarn, Breitblättrige Stendelwurz, Bruchblättriges Wassersackmoos, Buschwindröschen, Bärlauch, Cladonia cervicornis, Cladonia coniocraea, Cladonia pyxidata, Cladonia uncialis, Drahtschmiele, Dünnästiger Wolfsfuss, Echte Nelkenwurz, Echter Wolfsfuss, Echtes Goldmoos, Echtes Johanniskraut, Einblütiges Perlgras, Kaktusmoos, Falsche Rentierflechte, Falsches Bärtchenmoos, Felsenschlafmoos, Fieder-Zwenke, Finger-Segge, Frühlings-Fingerkraut, Frühlings-Platterbse, Fuchssches Greiskraut, Gemeiner Efeu, Gemeines Kurzbüchsenmoos, Gewöhnliches Gabelzahnmoos, Grüne Teichbinse, Gundermann, Haarblättriges Birnmoos, Hain-Rispengras, Hain-Veilchen, Haarblatt-Kissenmoos, Heide-Labkraut, Heidelbeere, Hellstreifiges Doppelblattmoos, Kleine Bibernelle, Kleine Wasserlinse, Kleiner Wiesenknopf, Kleines Habichtskraut, Knoblauchsrauke, Kriechender Stumpfdeckel, Kuckucks-Lichtnelke, Leberblümchen, Maiglöckchen, Mauerlattich, Nesselblättrige Glockenblume, Nestwurz, Nickendes Pohlmoos, Nordischer Streifenfarn, Pfirsichblättrige Glockenblume, Pfriemen-Drehzahnmoos, Purpurblauer Steinsame, Purpurstieliges Hornzahnmoos, Raukenblättriges Greiskraut, Rosa Köpfchenflechte, Rundblättrige Glockenblume, Ruprechtskraut, Salbei-Gamander, Schilfrohr, Schlank-Segge, Schmalblättriger Hohlzahn, Schmalblättriger Merk, Schöllkraut, Schönes Frauenhaarmoos, Silbermoos, Spießmoos, Tannenmoos, Thymianblättriges Sandkraut, Trompetenflechte, Ungleichästiges Zackenmützenmoos, Vielblütige Weißwurz, Vogel-Wicke, Wald-Bingelkraut, Wald-Erdbeere, Wald-Habichtskraut, Wald-Veilchen, Wald-Ziest, Waldmeister, Wasserdost, Weiße Schwalbenwurz, Weißes Waldvöglein, Wellenblättriges Katharinenmoos, Wiesen-Bärenklau, Wiesen-Flockenblume, Wiesen-Knöterich, Wiesen-Margerite, Wiesen-Schafgarbe, Wiesen-Storchschnabel, Zarte Schwielenflechte, Zartes Vogelfussmoos, Zartgrünes Perlmoos Zaun-Wicke, Zottige Zackenmütze, Zwiebel-Zahnwurz und Zypressenschlafmoos.

## Schutzzweck des Naturschutzgebietes
Das NSG wurde ausgewiesen:
- Zur Erhaltung der besonderen Eigenart und hervorragenden Schönheit des aus dem Diemeltal aufragenden Bergkegels des Eresberges;
- Zum Schutz der naturnahen, durch unterschiedliche Wasserversorgung mit teils extremen Trockenstandorten, Laubholzbestockung;
- Zur Erhaltung der ökologischen Sonderstandorte in den Klippen- und Grünlandbereichen als Lebensräume gefährdeter Arten;
- Zum Schutz der Drakenhöhlen unter landeskundlichen und erdgeschichtlichen Aspekten sowie eines Kulmtonschieferaufschlusses am Nordrand des Gebietes aus geowissenschaftlichen Gründen;
- Zur Sicherung der Kohärenz und Umsetzung des europäischen Schutzgebietssystems „Natura 2000“.